# Cilla Rörby
Karin Cecilia "Cilla" Rörby, född 28 maj 1970 i Gävle, är en svensk kostymör.

## Biografi
Rörby är född i Gävle och flyttade till Stockholm 1992 med målet att bli kostymdesigner. Hon är utbildad på Beckmans designhögskola. Efter utbildningen arbetade hon en period med reklamfilmer. 2001 fick hon sitt första uppdrag i samband med produktionen av en långfilm; det var tre tv-filmer baserade på Laura Trenters ungdomsböcker. Sedan dess har Rörby bland annat skapat looken för Lisbeth Salander i Män som hatar kvinnor och de efterföljande filmerna. I tv-serien Upp till kamp, som utspelar sig mellan 1966 och 1976, ordnade hon kläder till 4 500 personer. Likaså skapade Rörby kläderna till nyinspelningen av Ronja Rövardotter. Hon bestämde sig då för att alla plagg som skulle synas i bild skulle vara handsydda vilket innebar en stor arbetsbelastning för Rörby och hennes team. Hon inledde projektet i i november 2021 och blev färdig i juli 2023.
Vid Guldbaggegalan 2013 belönades Rörby med en Guldbagge för Bästa kostym för sitt arbete med Mikael Marcimains långfilm Call Girl. Vid Guldbaggegalan 2015 prisades hon återigen, denna gång för kostymerna till Marcimains film Gentlemen.

## Kostymör/Kostymdesigner
Rörby har bland annat jobbat med kostym till följande filmer
- 2004 – Strandvaskaren
- 2005 – Sandor slash Ida
- 2005 – Lasermannen (TV-serie)
- 2006 – Brandvägg
- 2007 – Upp till kamp (TV-serie)
- 2008 – Labyrint (TV-serie)
- 2008 – Maria Wern - Främmande fågel
- 2009 – Män som hatar kvinnor
- 2009 – Flickan som lekte med elden
- 2009 – Luftslottet som sprängdes
- 2010 – Hotell Gyllene Knorren (TV-serie)
- 2011 – Hotell Gyllene Knorren – filmen
- 2011 – Tjuvarnas jul (TV-serie)
- 2012 – Call Girl
- 2013 – Mig äger ingen
- 2014 – Gentlemen
- 2015 – Cirkeln
- 2015 – Modus (TV-serie)
- 2016 – Selmas saga (TV-serie)
- 2018 – Unga Astrid
- 2020 – Jakten på en mördare (TV-serie)
- 2024 – Ronja Rövardotter (TV-serie)